# ГЕС Jīnkāng
ГЕС Jīnkāng (金康水电站) — гідроелектростанція у центральній частині Китаю в провінції Сичуань. Становить нижній ступінь каскаду на річці Jīntānghé, лівій притоці Дадухе, котра приєднується праворуч до Міньцзян (великий лівій доплив Янцзи).
В межах проекту річку перекрили бетонною греблею висотою 20 метрів та довжиною 95 метрів. Вона утримує невелике водосховище з об'ємом 697 тис. м3 (корисний об'єм 331 тис. м3) та припустимим коливання рівня поверхні у операційному режимі між позначками 1969 та 1974 метра НРМ.
Зі сховища через лівобережний гірський масив прокладено дериваційний тунель довжиною 16,3 км з перетином 4,6х4,5 або 4,6х4,9 метра. На завершальному етапі до машинного залу, розташованого вже на лівому березі Дадухе дещо нижче за впадіння Jīntānghé, прямує напірний водовід довжиною 0,6 км з діаметром 3 метра, який розгалужується на два короткі водоводи з діаметрами по 2,1 метра.
Основне обладнання станції становлять дві турбіни типу Френсіс потужністю по 75 МВт, які використовують напір до 498 метрів (номінальний напір 458 метрів) та забезпечують виробництво 785 млн кВт-год електроенергії на рік.